# Louis-François de Fontenu
Pour les articles homonymes, voir Fontenu (homonymie).
Louis-François de Fontenu, dit l'abbé de Fontenu, né le 16 octobre 1667 et mort le 5 ou le 8 septembre 1759 est un homme de lettres et médailliste français.

## Biographie
Louis-François de Fontenu est né au château de Lisledon en Gâtinais (actuel département du Loiret) d'une famille originaire du Poitou, seigneur du château de Fontenu détruit au temps des guerres de Religion. 
De santé précaire, élevé à Beauvais sous les yeux de son proche parent l'évêque, Louis-François de Fontenu entra tôt dans l'état ecclésiastique. Il fut d'une grande piété mais eut une activité plus intellectuelle que pastorale : savant et curieux, il se passionnait pour la théologie mais aussi pour les médailles et la numismatique, pour l'Antiquité, l'histoire naturelle ou la physique et il voyagea dans de nombreuses régions, particulièrement en Normandie, dans l'Orléanais et en Italie ; il se rendit à Rome en 1700, accompagnant le cardinal Janson et y séjourna 18 mois.
Proche de Fontenelle et lié à Réaumur et au père Bourdaloue, il fréquenta le salon de Mme de Lambert et écrivit de nombreux mémoires ou dissertations, sur divers sujets comme les camps de César en Gaule, le culte d'Isis ou les sources du Loiret. Une petite partie seulement a été publiée dans les recueils de l'Académie des inscriptions et belles-lettres.
Il est connu des numismates par l'importante collection de médailles qu'il rapporta de son voyage à Rome en 1700 et qu'il enrichit encore par la suite avant de s'en dessaisir pour aider sa sœur qui mourut en 1728 : il vendit alors son célèbre médailler au maréchal d'Estrée.
Reconnu par son temps, il est plusieurs fois cité en référence dans l’Encyclopédie de Diderot, par exemple à propos du Loiret ou du monde romain.
Il participe activement aux travaux l'Académie royale des inscriptions et belles-lettres dont il est devenu associé en 1716 et membre en 1742.